# Унсуэта, Сорне
Сорне Унсуэта Ландета (баск. Sorne Unzueta Landeta), имя при рождении Примитива Сабина Консепсьон (исп. Primitiva Sabina Concepción) Унсуэта Ландета (27 ноября 1900, Бильбао, Бискайя, Испания — 13 января 2005, Урдулис, Бискайя, Испания) — испанская (баскская) писательница (поэтесса и прозаик), педагог.

## Биография
Сорне Унсуэта родилась в Бильбао, в районе Абандо, бывшем в то время средоточием национального движения. Её отец Бенигно Унсуэта-и-Урибарри был каменщиком родом из Герники, а мать Магдалена Ландета Итуарте родилась в деревне Юрре. Семья жила в доме №10 по улице Марсана.
Была крещена в церкви Святого Викентия 8 декабря 1900 года. При рождении получила имя Примитива Сабина Консепсьон. В семье её сокращённо называли Конча (исп. Concha).
Начальное образование получила в школе Ачури в Бильбао. В возрасте четырнадцати лет вместе со своей старшей сестрой, родившейся в 1894 году, поступила в Высшую педагогическую школу, несмотря на то, что по закону это было возможно только с пятнадцати лет. Два года спустя начала изучать баскский язык (родным её языком был испанский). Её преподавателем был писатель и журналист Эваристо Бустинца, также известный под псевдонимом Кирикиньо. В это время Унсуэта взяла баскское имя Сорне (калька с испанского Консепсьон).
Сорне Унсуэта принимала активное участие в создании Женского патриотического союза (баск. Emakume Abertzale Batza), где занимала ответственные должности.
Окончив Высшую педагогическую школу, с 1920 года преподавала в школах Ригойтии и Пленсии и вопреки сложившейся практике обучала детей баскскому языку. В 1925 году вышла замуж за Грегорио Эррасти (1901—1953), который также был родом из Бильбао. Супруги переехали в Лемону, где у них родилось трое детей: дочь Андоне и сыновья Йон Андер и Иньяки (последний умер при рождении). После нескольких лет жизни в Лемоне Сорне и Грегорио переехали в Бедию, а в 1934 году — в Гечо (район Альгорта), где жили до 1937 года. В Гечо у них родились ещё две дочери — Гоцонце и Сорне.
Унсуэта была членом основанного в 1931 году Союза баскских учителей, в реестрах которого фигурировала под своим первым именем Примитива.
С 1937 года из-за гражданской войны и установления диктатуры Сорне с детьми и сестрой Асун бежала во Францию, где преподавала баскский язык детям из приюта в Сен-Кристо. Затем по приглашению Хосе Антонио Агирре во Францию приехал и муж Сорне, начавший работать в газете Euzko Deya — печатном органе баскского правительства в изгнании. В 1942 году, после переезда семьи в Париж, родился их младший сын Шабьер. В 1953 году семья вернулась в Страну Басков, так как Грегорио был тяжело болен и хотел умереть на родине. Овдовев, Сорне стала преподавать французский язык, так как во время диктатуры Франко не могла преподавать баскский.
Сорне Унсуэта умерла 13 января 2005 года в Урдулисе в возрасте 104 лет.

## Творчество
Первые произведения начала публиковать в 1930 году под псевдонимом Utarsus, образованным от её имени в записи, предложенной Сабино Араной, — U(nzueta)tar S(orne), причём буква S была обозначена как sus в соответствии с проектом баскского алфавита, разработанным Араной. Также подписывалась как U’tar S и U.T.S. Из-за псевдонима её иногда принимали за мужчину и упоминали как el patriota Utarsus. Печаталась в журналах Bizkaitarra, Euzkerea, Aberri-Eguna, Jagi-Jagi, Euzko Gogoa, Euzko-Deya. С 1933 по 1977 год опубликовала только одно стихотворение (дважды в разных журналах). В 1977 году снова начала публиковать свои произведения в журнале Zer. Основные темы её творчества — темы родины, веры, предназначения женщины. Для её поэзии характерен параллелизм человеческих переживаний и картин природы.
Помимо стихотворений, Унсуэта — автор нескольких рассказов, среди которых —  Txoriya kayolan (с баск. — «Птица в клетке»), Otxua ta txakurra (с баск. — «Волк и собака»), Barri pozgarriya (с баск. — «Радостная весть») и Bermeo (с баск. — «Бермео»). В Париже Унсуэта написала роман на испанском языке Me voy contigo (с исп. — «Я ухожу с тобой»), до настоящего времени не опубликованный.
В 1997 году в издательстве Labayru было опубликовано собрание сочинений Сорне Унсуэты, озаглавленное Idazlan guztiak (с баск. — «Все произведения»), однако включающее только произведения на баскском языке. В собрание сочинений вошло 50 стихотворений, рассказов и статей, адаптированных к современному баскскому литературному стандарту.

## Память
В 2007 году именем Сорне Унсуэты была названа улица в Гечо.
В 2020 году Унсуэта вошла в число самых выдающихся женщин в истории Бильбао по версии журнала Berria.